# Česko-mexické vztahy

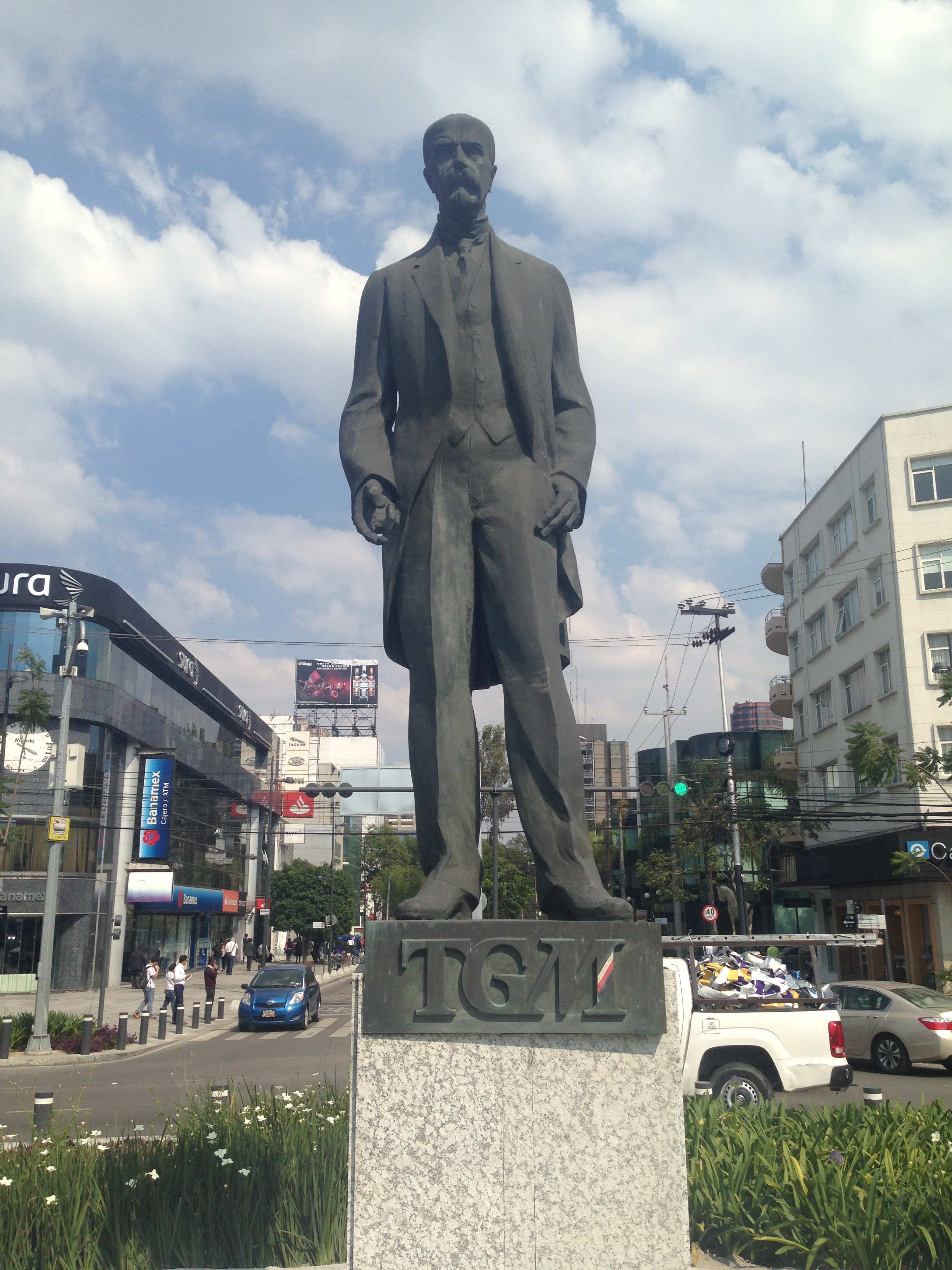
Socha T. G. Masaryka na Avenida Presidente Masaryk

Tento článek popisuje bilaterální vztahy mezi Českou republikou a Spojenými státy mexickými a jejich vzájemný vývoj.
Mexiko navázalo diplomatické vztahy v roce 1922.
Mezi nejznámější české osobnosti pracující v Mexiku v 19. století patřil botanik a cestovatel Benedikt Roezl, nejslavnější objevitel orchidejí všech dob.

## Československo do 2. sv. války
V roce 1936 prezident Lázaro Cárdenas pojmenoval na okraji Ciudad de México neznámou ulici jménem T.G. Masaryka. V roce 2000 zde byl vybudován pomník T. G. Masaryka. V současnosti je Avenida Presidente Masaryk jednou z nejznámějších ulic ve městě a nejdražších obchodních tříd v Latinské Americe.
Během druhé světové války předal tehdejší velvyslanec zastupitelský úřad Němcům na pokyn ministra Chvalkovského i přes nesouhlas vlády prezidenta Cárdenase. Exilová vláda poté musela novou ambasádu obtížně budovat. Jednou z jeho mladých zaměstnankyň byla exulantka Lenka Reinerová, žijící v česko-německé židovské exilové komunitě v Mexiku, podobně jako například Egon Erwin Kisch. Ten z tohoto pobytu čerpal inspiraci i pro svou literární práci.

## Komunismus
Během komunistického období vedli velvyslanectví mj. tito velvyslanci
- Richard Ježek, 1969–1971
- Josef Rutta, od roku 1971 – část jeho sbírky lidové kultury je nyní k viděni v Národním muzeu

## Přelom 20. a 21. století
V nedávné historii patřila k nejsilnějším bodům vzájemných vztahů rozsáhlá investice mexické firmy Nemak, která v ČR vyrábí hliníkové součásti motorů automobilů. Svého času byla druhou nejvyšší investicí v ČR po motorárně VW ve firmě Škoda auto. Mezi velvyslance ČR patřili:
- Radomír Jungbauer, 1990–1993, československý a poté i český velvyslanec Mexiku patřil ke generaci diplomatů propuštěných z diplomacie po roce 1968. V letech jeho působnosti došlo v historii vzájemných vztahů k vůbec prvním návštěvám hlav obou států: prezidenta Václava Havla v Mexiku (1990), jakož i mexického prezidenta Carlose Salinase de Gortari v ČR (1991).
- Michal Frank, chargé d’affaires, 1993–1994
- Libor Sečka, 1999–2000, v tomto období velvyslanectví prosadilo stavbu památníku TGM v Mexico City a zajišťovalo investici firmy NEMAK v ČR
- Věra Zemanová
- Jiří Havlík, 2008–2013

## Velvyslanectví
Česká republika má své velvyslanectví v Ciudad de México, které vykonává diplomatickou a konzulátní činnost nejen pro samotné Mexiko, ale i 5 států Střední Ameriky: Belize, Guatemala, Salvador, Honduras a Nikaragua – stav k lednu 2022. V roce 2022 se české honorátní konzuláty se nacházely v Guadalajaře, Guadalupe, Tijuaně, Emiliano Zapata a v Cancúnu.
Mexické velvyslanectví v České republice má sídlo na adrese V Jirchářích 151 v Praze 1.